# Nemours
Nemours är en kommun i departementet Seine-et-Marne i regionen Île-de-France i norra Frankrike. Kommunen ligger i kantonen Nemours som tillhör arrondissementet Fontainebleau. År 2022 hade Nemours 13 118 invånare.
Nemours var under medeltiden huvudort i ett grevskap med samma namn, vilket 1404 upphöjdes till hertigdöme och 1503 tillföll franska kronan men av Frans I förlänades till Filibert II av Savojen. Huset Nemours-Savojen dog ut 1659, och Ludvig XIV förlänade därefter 1666 Nemours till den orléanska grenen av huset Bourbon.

## Befolkningsutveckling
Antalet invånare i kommunen Nemours
| Referens: INSEE |